# Krążowniki ciężkie typu Hawkins
Krążowniki ciężkie typu Hawkins – typ brytyjskich krążowników ciężkich z okresu I i II wojny światowej. Pierwsza jednostka weszła do służby w październiku 1918 roku. Zbudowano 5 okrętów, z których jeden został przebudowany na lotniskowiec.

## Historia
W czerwcu 1915 roku Admiralicja brytyjska z powodu rosnącego zagrożenia ze strony niemieckich krążowników pomocniczych zleciła opracowanie nowych krążowników, które miały je zwalczać. Projekt okrętów określany jako ulepszony typ Birmingham, zakładał powstanie jednostek przystosowanych do samodzielnego działania na szlakach żeglugowych. Na początku 1918 roku podjęto decyzję o dokończeniu piątego okrętu serii jako lotniskowca. HMS „Cavendish” otrzymał dwa pokłady lotnicze: 60 metrowy na rufie i 32 metrowy w dziobowej części okrętu. Jako pierwsza jednostka typu okręt wszedł do służby 1 października 1918 roku.
Zgodnie z londyńską konferencją rozbrojeniową z 1930 roku krążowniki typu Hawkins miały zostać wycofane ze służby w 1936 roku. Aby zachować okręty w służbie podjęto decyzję o ich przezbrojeniu na krążowniki lekkie. Plan ten zrealizowano jedynie wobec HMS „Effingham”, który podczas przebudowy w latach 1937–1938 otrzymał dziewięć dział kalibru 152 mm. Przezbrojenia dwóch innych krążowników nie dokończono z powodu wybuchu w 1939 roku II wojny światowej. 

## Zbudowane okręty
- HMS Hawkins – rozpoczęcie 3 czerwca 1916, wodowanie 1 października 1917, wejście do służby 19 lipca 1919.
- HMS Raleigh – rozpoczęcie budowy 9 grudnia 1915, wodowanie 28 sierpnia 1919, wejście do służby 15 kwietnia 1921.
- HMS Cavendish/Vindictive – rozpoczęcie budowy lipiec 1916, wodowanie 17 stycznia 1918, wejście do służby 21 września 1918. W 1918 roku przebudowany na lotniskowiec.
- HMS Frobisher – rozpoczęcie budowy 2 sierpnia 1916, wodowanie 20 marca 1920, wejście do służby 3 października 1924.
- HMS Effingham – rozpoczęcie budowy 2 kwietnia 1917, wodowanie 8 czerwca 1921, wejście do służby 9 lipca 1925.